# Park Avenue
För hotellet i Göteborg, se Elite Park Avenue Hotel

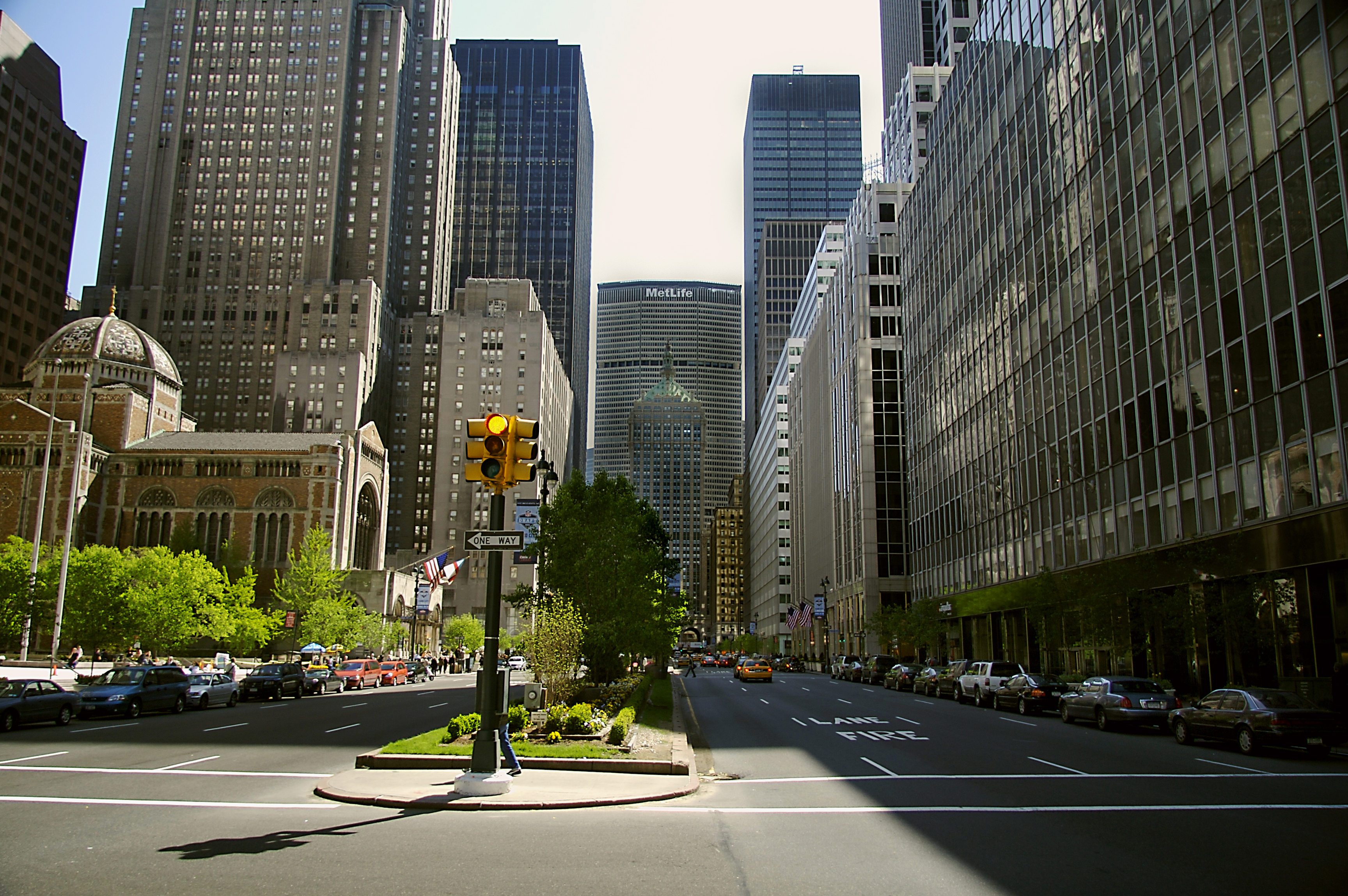
Park Avenue mot MetLife-byggnaden.

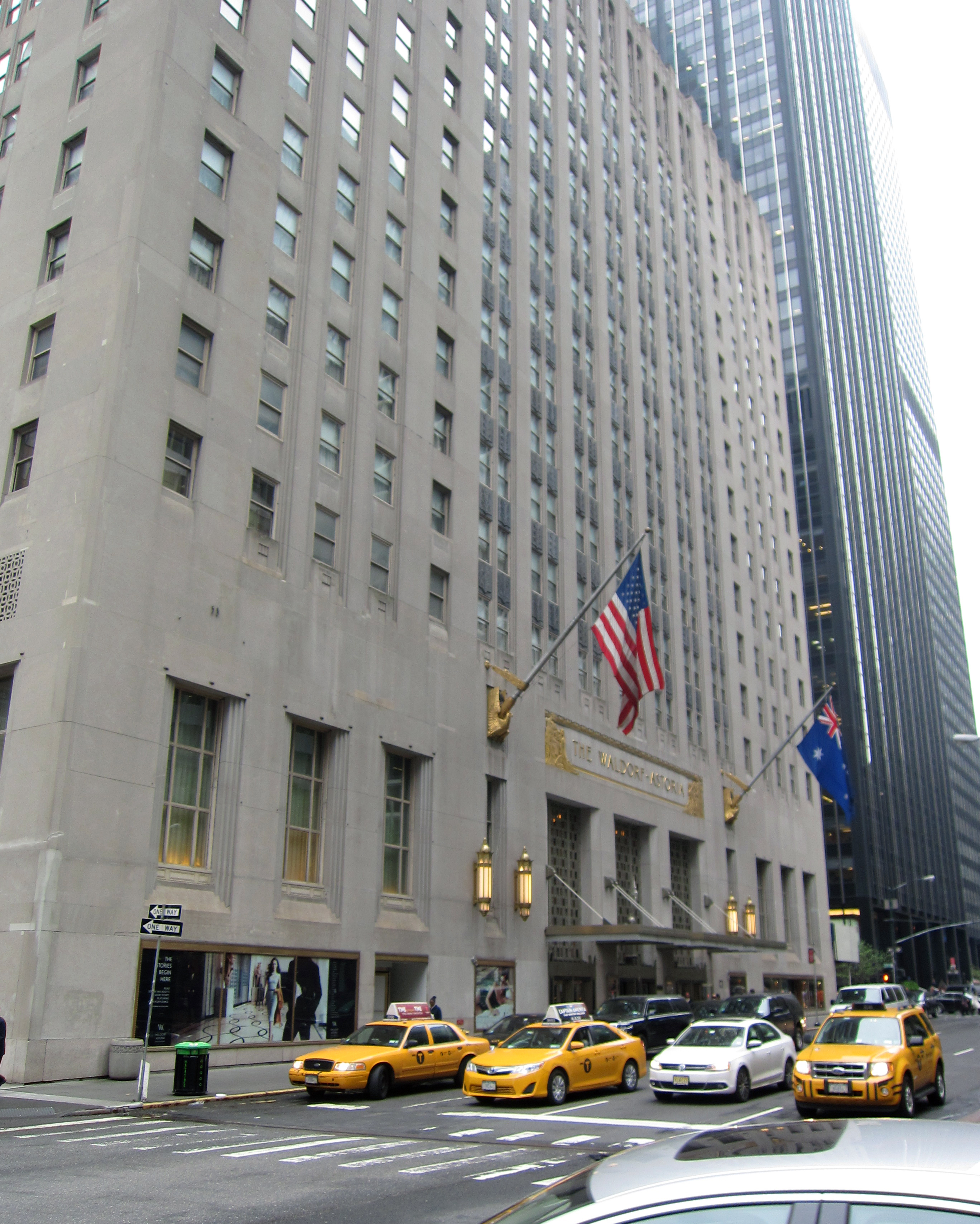
Fasad för lyxhotellet Waldorf-Astoria vid 301 Park Avenue.

Park Avenue (tidigare Fourth Avenue) är en bred boulevard för norr- och sydgående trafik på Manhattan i New York. Mestadels går den parallellt med Madison Avenue i väst och Lexington Avenue i öst. Namnet är närmast synonymt med välstånd och gatan är känd för sina höga fastighetspriser och sin rika befolkning, speciellt området där den passerar Upper East Side.
Gatan som blir Park Avenue börjar som Bowery. Mellan 8:e och 14:e gatan är den fortfarande känd som Fourth Avenue. Norr om 14:e gatan blir den en norr- och sydgående genomfart. Från 14:e gatan till 17:e gatan bildar den gränsen till Union Square och är då känd som Union Square East; den sydgående filen slås samman med Broadway för den sträckan. Från 17:e gatan till 32:a gatan är den känd som Park Avenue South och den återstående sträckan för Park Avenue. Vid 42:a gatan under Metlife Building ligger en av New Yorks centrala järnvägsstationer, Grand Central Terminal. Park Avenue slutar vid 132:a gatan där det finns förbindelse med Franklin D. Roosevelt East River Drive. Namnet fortsätter på andra sidan floden i Bronx med gatan till öster om järnvägen.

## Urval av företag med huvudkontor på gatan
- Altria
- Bankers Trust
- Bloomberg L.P.
- Bristol Myers Squibb
- Cerberus Capital Management
- Citigroup
- Colgate-Palmolive
- JPMorgan Chase & Co.
- KPMG
- Major League Baseball
- MetLife
- Mutual of America
- Needham & Company
- Warner Bros. Discovery